# Bad Peterstal-Griesbach
Bad Peterstal-Griesbach è un comune tedesco di 2 795 abitanti, situato nel land del Baden-Württemberg.

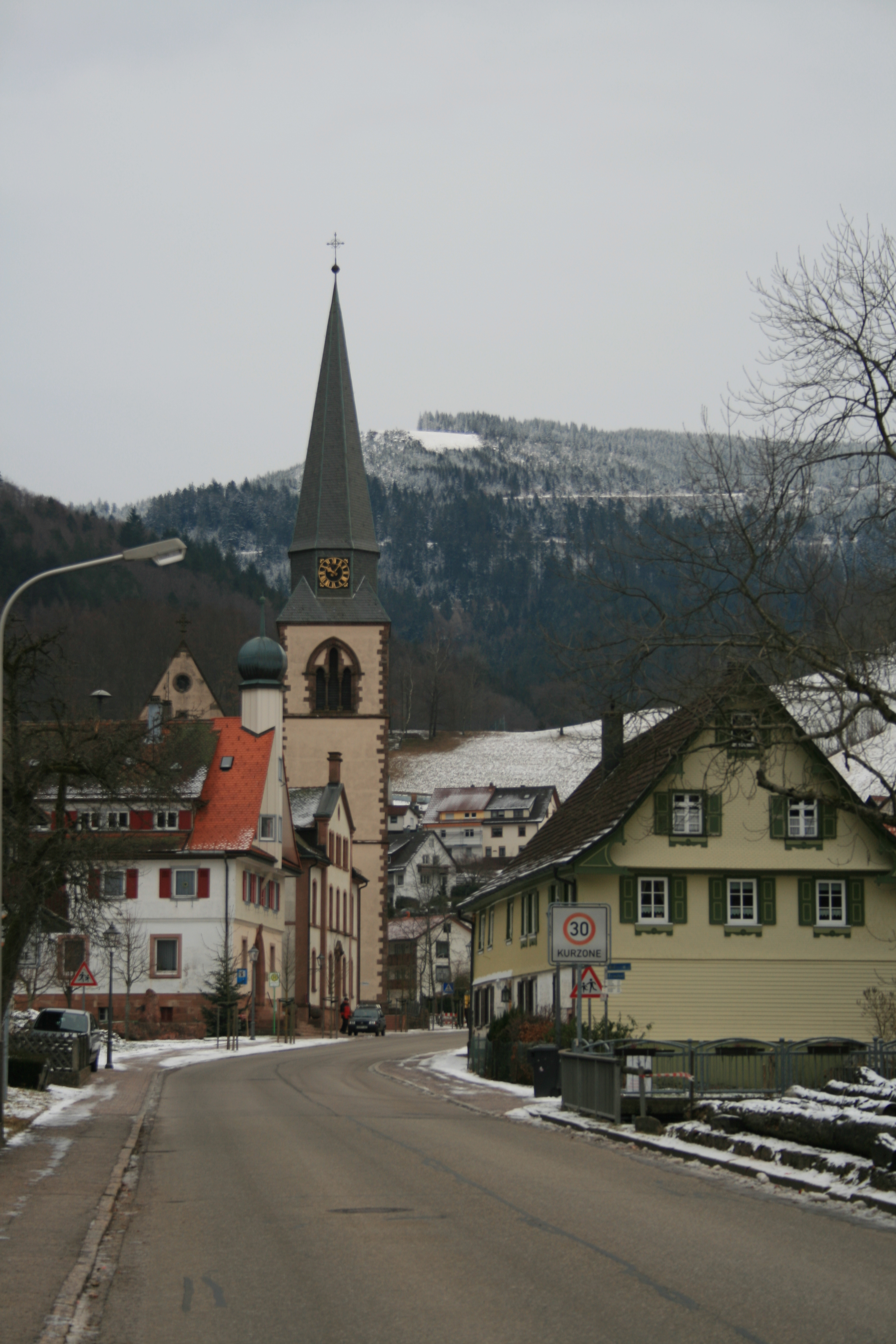
Bad Griesbach